# کارل شورتس
کارل کریستین شورتس(به آلمانی: Carl Christian Schurz) (زادهٔ ۱۸۲۹ - مرگ ۱۹۰۶) انقلابی آلمانی، سیاستمدار و اصلاح‌طلب آمریکایی و فرمانده جنگی ارتش ایالت‌های شمالی در زمان جنگ داخلی آمریکا بود. او همچنین روزنامه‌نگار و سخن‌ران بود. او نخستین آمریکایی آلمانی‌تباری بود که در ۱۸۶۹ به عضویت مجلس سنای آمریکا درآمد.
همسر او مارگارته شورتس نیز بنیادگذار مهد کودک در آمریکا بود. کارل شورتس در سال‌های پایانی زندگی‌اش یکی از شخصیت‌های مستقل و برجستهٔ سیاسی آمریکا بود، او به حزبی وابسته نبود و بر اخلاقیات تکیه داشت. در آمریکا جاهای بسیاری به افتخارش نام‌گذاری شده‌اند، از جمله پارک کارل شورتس در نیویورک.

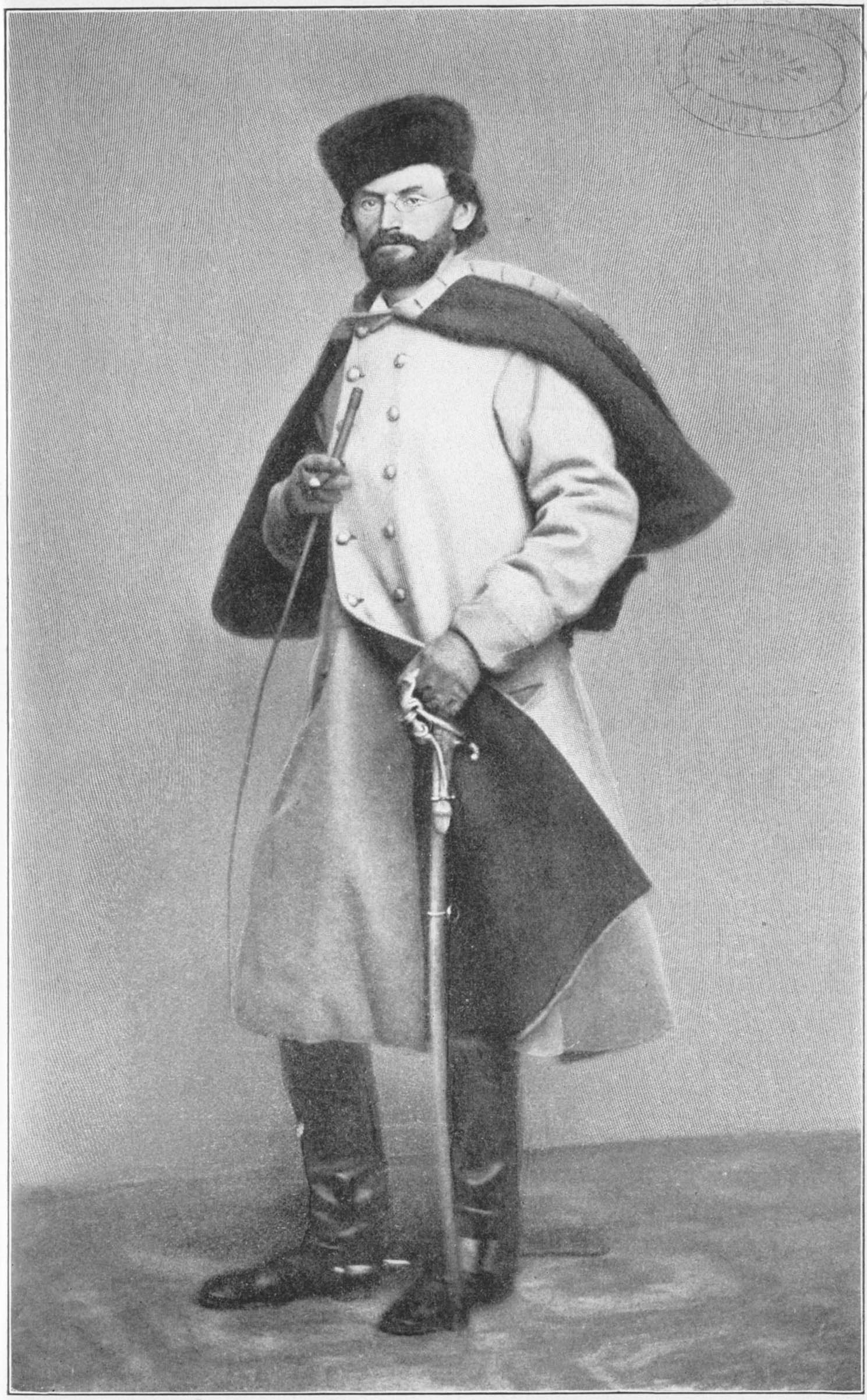
کارل شورتس در پیرامون سال‌های ۱۸۶۲–۱۸۶۳

## نگارخانه

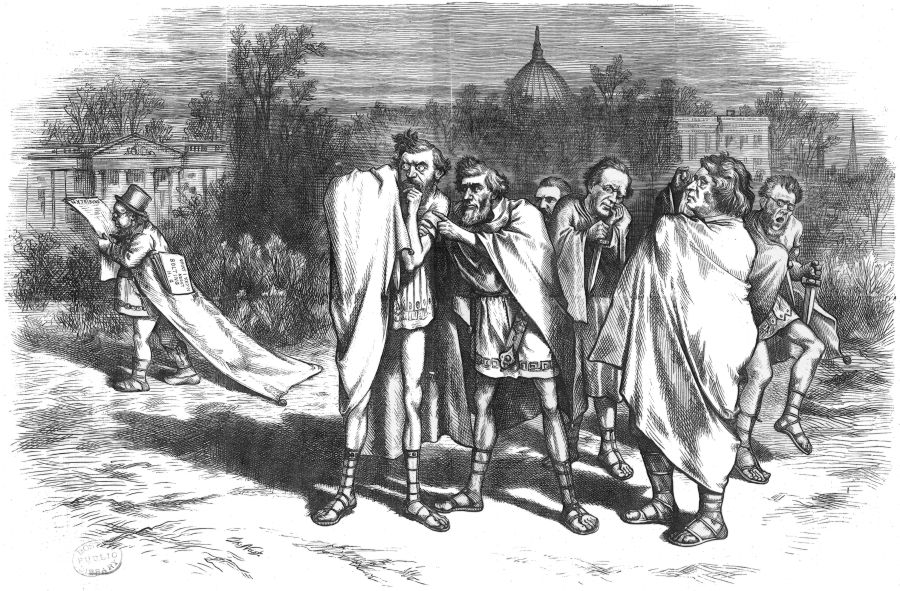
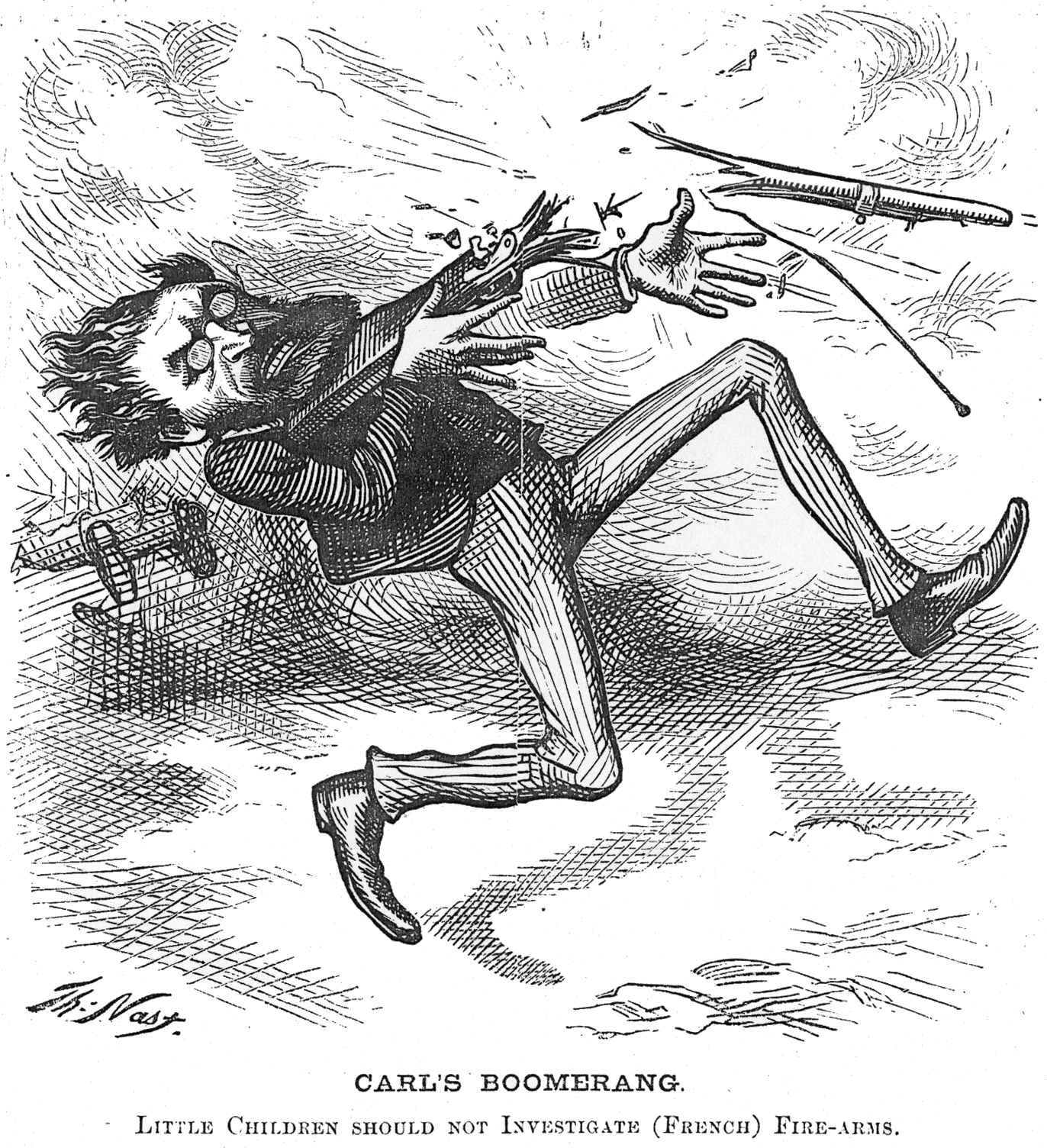
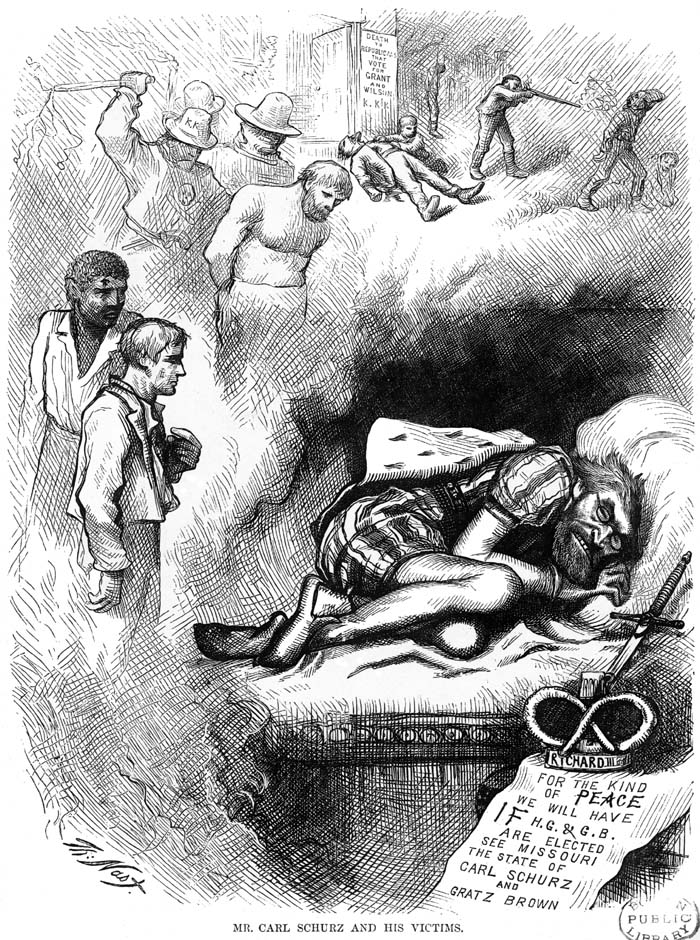
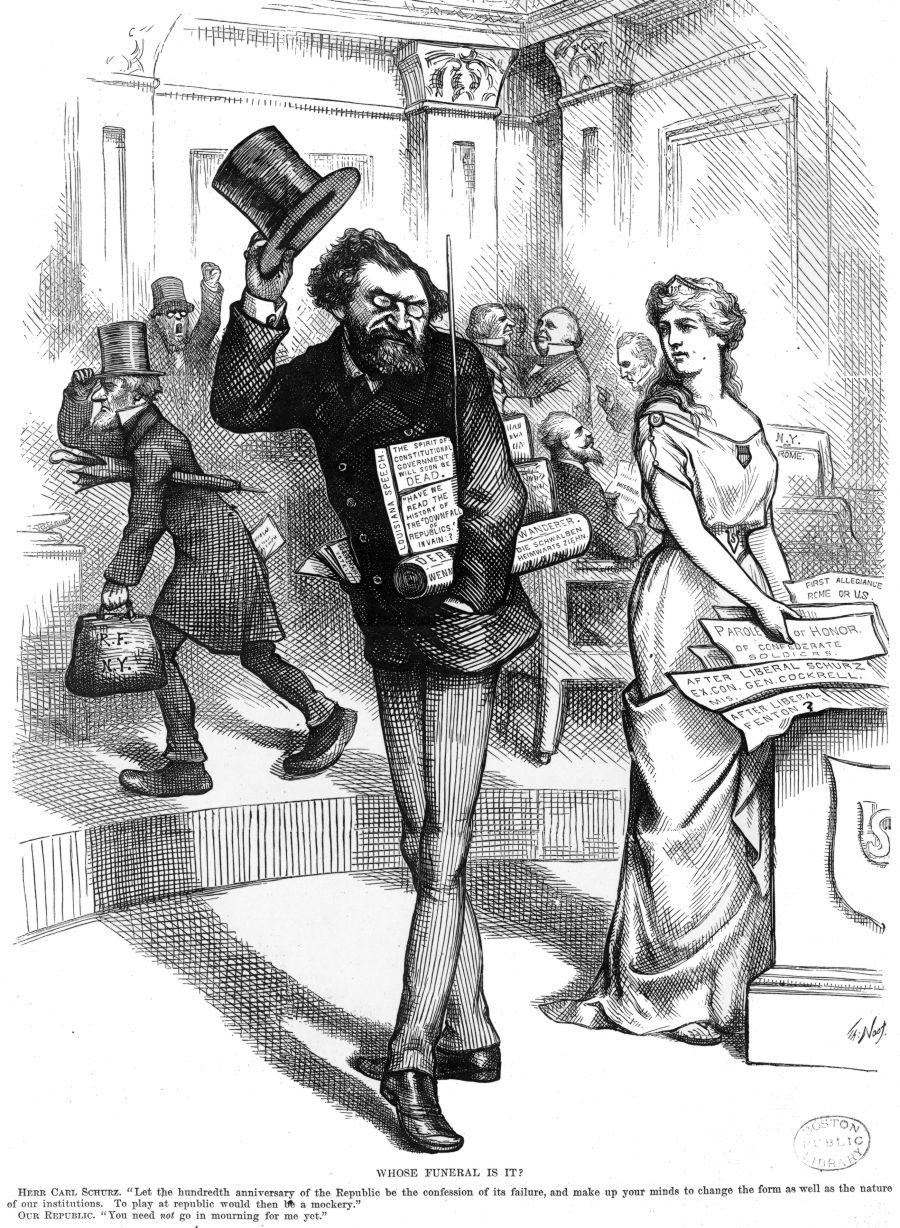
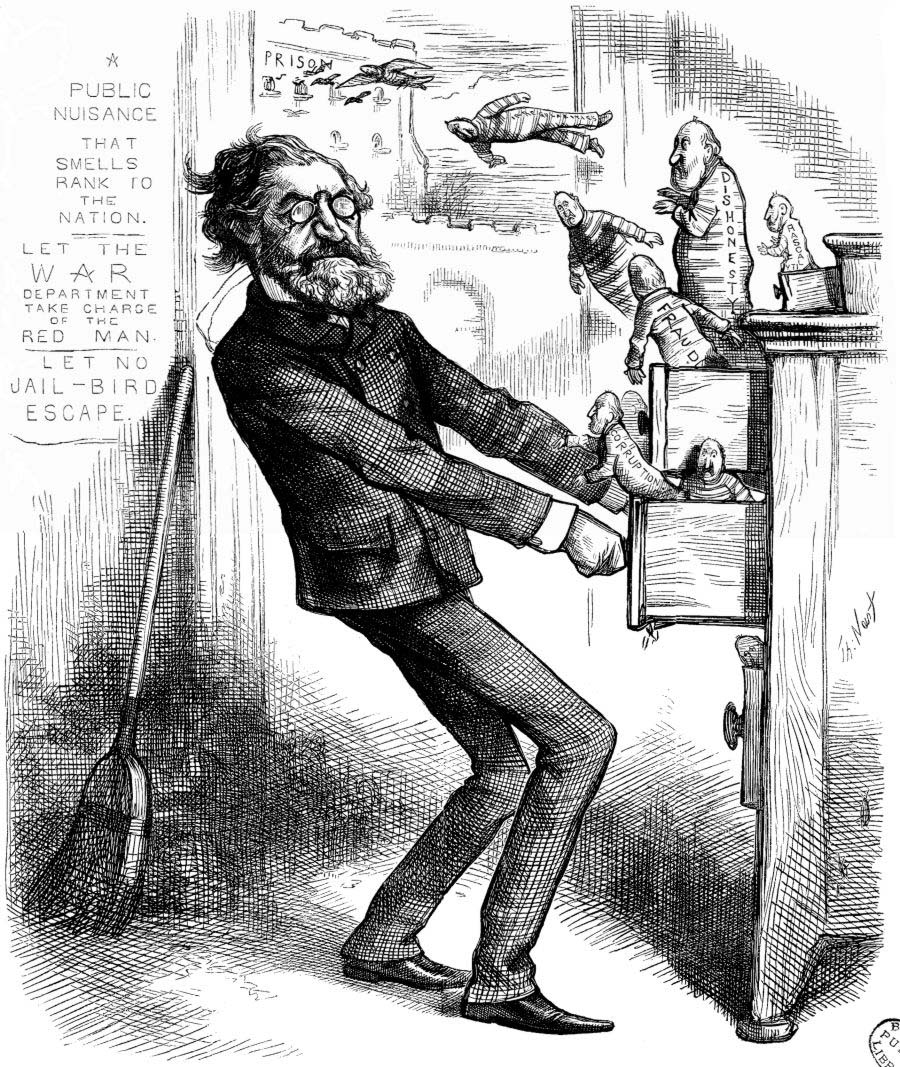
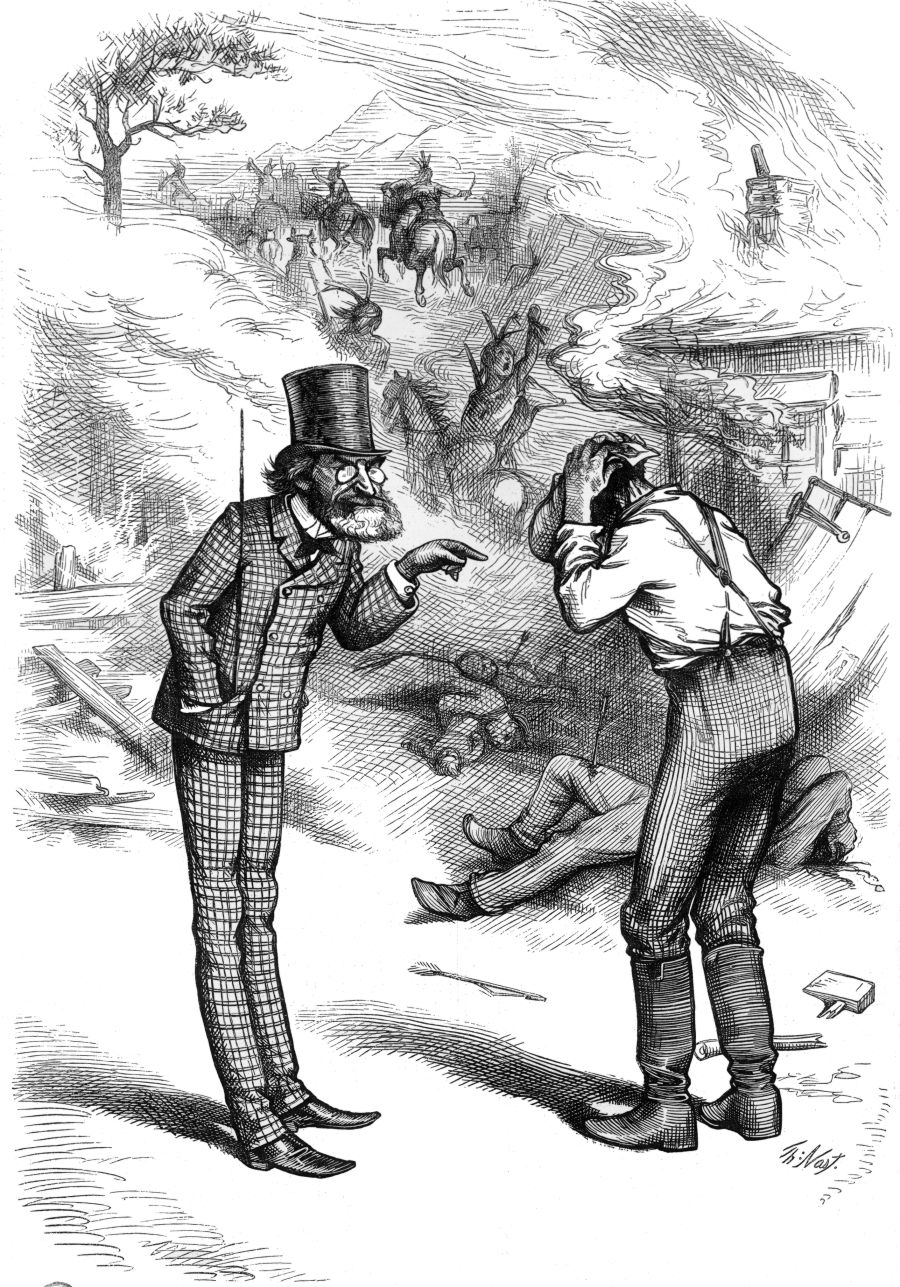
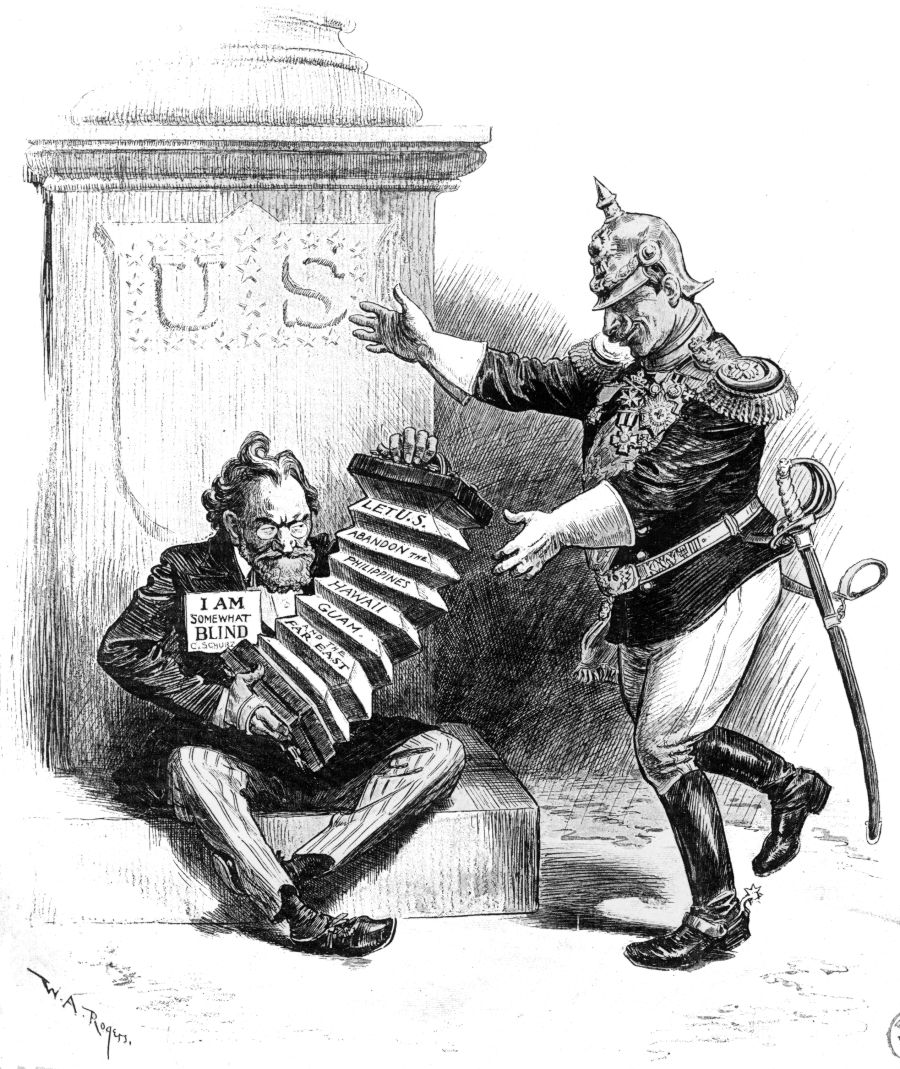
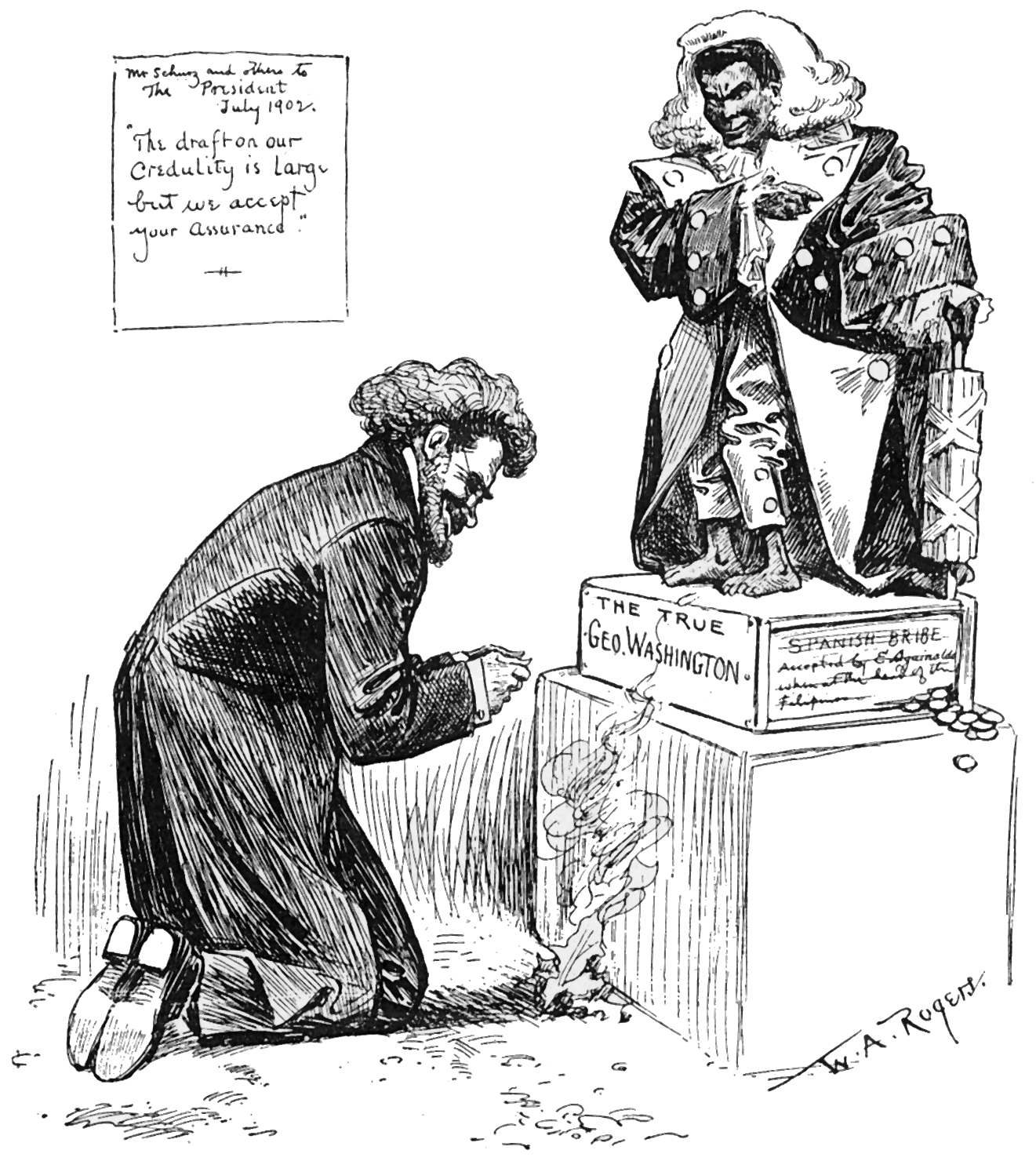